# Trisetaria dufourei
Trisetaria dufourei är en gräsart som först beskrevs av Pierre Edmond Boissier, och fick sitt nu gällande namn av Elena Paunero. Trisetaria dufourei ingår i släktet Trisetaria och familjen gräs. Inga underarter finns listade i Catalogue of Life.